# Liste d'élèves de l'École nationale des ponts et chaussées
Cet article dresse, de manière non exhaustive, une liste d'élèves de l'École nationale des ponts et chaussées, par ordre chronologique de promotions et par nom.
Annuaire des diplômés de l'École nationale des ponts et chaussée
https://www.ponts.org/fr/annuaire

## Liste
Sans précision contraire (doctorat, MBA), les élèves cités ci-après sont issus du cursus historique "ingénieur" de l'école.
| Promotion                  | Nom                                            | Activités principales |
| -------------------------- | ---------------------------------------------- | --- |
| 1735,                      | Jean-Rodolphe Perronet                         | premier directeur de l'école de 1747 à 1794, premier ingénieur de France de 1763 à 1794                                                                                              |
| 1747                       | Nicolas Antoine Boulanger                      | homme de lettres et philosophe |
| 1748                       | Jean-Baptiste Boësnier                         | ingénieur civil |
| 1751                       | Louis-Alexandre de Cessart                     | ingénieur civil |
| 1751                       | François-Michel Lecreulx                       | architecte |
| 1751,                      | Antoine de Chézy                               | ingénieur hydraulicien |
| 1752                       | Philippe Bertrand                              | ingénieur civil |
| 1752                       | Jean Cadet de Limay                            | ingénieur civil |
| 1752                       | Pierre Delaunay-Deslandes                      | directeur de la manufacture royale des glaces de Saint-Gobain |
| 1755                       | François Laurent Lamandé                       | architecte spécialiste des ouvrages d'art |
| 1757                       | Robert Pitrou                                  | ingénieur civil, spécialiste des ponts |
| 1758,                      | Émiland Gauthey                                | architecte |
| 1762                       | Jacques-Henri Bernardin de Saint-Pierre        | écrivain et botaniste |
| 1765                       | Joseph Léopold Saget                           | député de la Moselle de 1802 à 1807 |
| 1765                       | Jean Querret                                   | architecte et géographe |
| 1766                       | Eustache de Saint-Far                          | architecte et urbaniste |
| 1766,                      | Nicolas Brémontier                             | inventeur des techniques de fixation des dunes |
| 1768                       | Pierre Méchain                                 | astronome et mathématicien |
| 1768                       | Gabriel Le Camus                               | homme politique, haut fonctionnaire, directeur de l'École polytechnique |
| 1768                       | Gatien Bouchet                                 | ingénieur civil |
| 1769                       | Joseph Liard                                   | ingénieur civil, auteur du canal du Rhône au Rhin |
| 1770                       | Louis Le Masson                                | ingénieur civil, auteur du palais abbatial de Royaumont |
| 1770                       | Georges Gardeur-Lebrun                         | commandant de bataillon lors de la Révolution française |
| 1772,                      | Jacques Élie Lamblardie                        | 2e directeur de l'école, de 1794 à 1797 |
| 1774                       | Joseph Marie Stanislas Becquey-Beaupré         | concepteur du pont d'Austerlitz |
| 1775                       | David-François Panay                           | architecte et urbaniste |
| 1775                       | Ernest Lamarle                                 | mathématicien |
| 1775,                      | Joseph Mathieu Sganzin                         | ingénieur civil |
| 1775                       | Joseph Cachin                                  | ingénieur civil, homme politique |
| 1775                       | Pierre-Charles Lesage                          | premier bibliothécaire de l'école |
| 1776                       | Jean Philibert Maret                           | préfet du Loiret |
| 1777                       | Antoine-Nicolas Gayant                         | ingénieur civil, auteur du canal de Saint-Quentin |
| 1777                       | Antoine-François Lomet                         | colonel dans la Grande Armée, gouverneur de Jaca |
| 1780,                      | Gaspard de Prony                               | encyclopédiste, hydraulicien, 4e directeur de l'école, de 1798 à 1839 |
| 1780                       | Christophe Advinay                             | officier de la Révolution et de l’Empire |
| 1782                       | Claude Deschamps                               | ingénieur civil |
| 1782                       | Louis-Charles Boistard                         | ingénieur civil |
| 1783                       | Louis Bruyère                                  | ingénieur civil spécialiste des canaux |
| 1783                       | Louis Robert Bertrand Mutel de Boucheville     | général lors de la Restauration |
| 1784                       | Joseph-Michel Dutens                           | économiste |
| 1785                       | François-Jean-Baptiste Ogée                    | architecte |
| 1785                       | Pierre-Simon Girard                            | physicien, membre de l'expédition d'Égypte |
| 1785                       | Charles-François Mallet                        | ingénieur civil, auteur du pont Vittorio Emanuele I |
| 1785                       | Hervé-Charles-Antoine Faye                     | ingénieur civil, membre de l'expédition d'Égypte |
| 1786                       | Louis Victor Bodard                            | ingénieur civil, membre de l'expédition d'Égypte |
| 1786                       | Léonard Duval                                  | ingénieur civil, membre de l'expédition d'Égypte |
| 1787                       | Philippe Lebon                                 | chimiste, inventeur du gaz d'éclairage et du moteur à explosion. |
| 1787                       | Charles Jean Louis Aymé                        | général de la Révolution et de l’Empire |
| 1787                       | Louis Alméras                                  | général de la Révolution et de l’Empire |
| 1788                       | François Luczot                                | ingénieur civil |
| 1790                       | Joseph-Michel Dutens                           | économiste |
| 1791                       | Charles-François Mallet                        | chargé du service de la distribution des nouvelles eaux dans la ville de Paris |
| 1792                       | Gratien Le Père                                | ingénieur civil |
| 1792                       | Pierre-Dominique Martin                        | ingénieur civil, membre de l'expédition d'Égypte |
| 1793                       | Corneille Lamandé                              | ingénieur civil spécialiste des ouvrages d'art, député de la Sarthe |
| 1793                       | François-Alexandre Cavenne                     | sénateur, directeur de l'école |
| 1793                       | Denis Samuel Bernard                           | ingénieur civil, membre de l'expédition d'Égypte\|- |
| 1794                       | Adrien Raffeneau-Delile                        | ingénieur civil, membre de l'expédition d'Égypte |
| 1794                       | Jean-Baptiste Prosper Jollois                  | ingénieur civil, membre de l'expédition d'Égypte |
| 1794                       | Louis Joseph Favier                            | ingénieur civil, membre de l'expédition d'Égypte |
| 1794                       | Jean Baptiste Simon Fèvre                      | ingénieur civil, membre de l'expédition d'Égypte |
| 1795                       | Jean-Baptiste de Baudre                        | ingénieur maritime et fluvial |
| 1795                       | Jean-Baptiste Biot                             | physicien, astronome et mathématicien |
| 1796                       | Jean-Sébastien Goury des Tuileries             | député du Finistère de 1839 à 1848 |
| 1796                       | Joseph Angélique Sébastien Regnault            | ingénieur civil, membre de l'expédition d'Égypte |
| 1796                       | Denis Samuel Bernard                           | directeur de la Monnaie de Paris |
| 1796                       | Gaspard de Chabrol                             | membre de l'expédition d'Égypte, député de la Seine et du Puy-de-Dôme, préfet |
| 1796                       | Michel Ange Lancret                            | ingénieur civil, membre de l'expédition d'Égypte |
| 1796                       | Alexandre de Saint-Genis                       | ingénieur civil, membre de l'expédition d'Égypte |
| 1796                       | Claude François Thévenod                       | ingénieur civil, membre de l'expédition d'Égypte |
| 1797                       | Pierre Arnollet                                | ingénieur civil, membre de l'expédition d'Égypte |
| 1797                       | Louis Benoît Fouques-Duparc                    | ingénieur civil |
| 1797                       | Hyacinthe Garella                              | ingénieur civil |
| 1798                       | Barnabé Brisson                                | ingénieur civil |
| 1799                       | Charles Bérigny                                | ingénieur civil, député de la Seine-Inférieure |
| 1799                       | Antoine Rémy Polonceau                         | ingénieur civil |
| 1800                       | Agustin de Betancourt                          | architecte, urbaniste, ingénieur militaire et inventeur |
| 1800                       | Alexandre Sébastien Gérard                     | ingénieur, industriel et naturaliste |
| 1800                       | Antoine-Rémy Polonceau                         | ingénieur civil |
| 1800                       | Jean-Sébastien Goury des Tuileries             | député du Finistère |
| 1800                       | Jean-Baptiste Prosper Jollois                  | ingénieur civil, membre de l'expédition d'Égypte |
| 1801                       | Jacques Antoine Viard                          | ingénieur civil, maire de Pau |
| 1802                       | Antoine-Élie Lamblardie                        | auteur de ports européens sous le Premier Empire et la Restauration |
| 1803                       | Joseph Louis Gay-Lussac                        | chimiste et physicien |
| 1803                       | Jean Joseph Pierre Vigoureux                   | ingénieur civil, auteur des pont-canaux de Digoin et du Guétin |
| 1803                       | Louis-Léger Vallée                             | ingénieur civil |
| 1803,                      | Charles Joseph Minard                          | inventeur de la cartographie appliquée |
| 1805                       | Claude-Louis Mathieu                           | astronome, député |
| 1805                       | Julien-Marin-Paul Vuitry                       | député et président du Conseil général de l'Yonne |
| 1805                       | Anne Léonard Camille Basset de Châteaubourg    | haut fonctionnaire et homme politique |
| 1805                       | Alexis Hubert Robillard                        | archéologue |
| 1805                       | Antoine Joseph Chrétien Defontaine             | ingénieur civil |
| 1807                       | Jean-Marie de Silguy                           | fondateur du musée des beaux-arts de Quimper |
| 1807,                      | Henri Navier                                   | ingénieur et physicien |
| 1808                       | Jean Claude Pellegrini                         | ingénieur civil auteur de canaux et ponts |
| 1808                       | Jacques Mallet                                 | député de la Seine-Maritime de 1831 à 1842, sénateur |
| 1809,                      | Augustin Louis Cauchy                          | mathématicien |
| 1808,                      | Louis Vicat                                    | inventeur du ciment artificiel |
| 1809,                      | Augustin Fresnel                               | physicien |
| 1809                       | Louis Charles Théodore Lemasson                | député du Bas-Rhin de 1846 à 1848 |
| 1810                       | Jean-François Armand                           | député de l'Aube |
| 1810                       | Alexandre de Guillebon                         | ingénieur civil, spécialiste des voies fluviales |
| 1811                       | Antoine Raucourt                               | ingénieur civil, philosophe |
| 1811                       | Alexandre Berthault-Ducreux                    | ingénieur civil |
| 1811                       | Julien-Marin-Paul Vuitry                       | député de l'Yonne |
| 1811                       | Antoine Jules Poirée                           | |
| 1812                       | Louis Henri Hippolyte Lacave                   | maire d'Orléans, député du Loiret |
| 1812                       | Jean-Baptiste Louis Dumas                      | peintre |
| 1813                       | Jean Baptiste Charles Belanger                 | mathématicien |
| 1813                       | Jean-François Vimal-Dupuy                      | député du Puy-de-Dôme de 1846 à 1848 |
| 1813,                      | Gaspard-Gustave Coriolis                       | mathématicien |
| 1814                       | Louis Alexis Beaudemoulin                      | ingénieur civil |
| 1814                       | Félix Jean-Baptiste Joseph Reibell             | député de la Manche en 1848 |
| 1815                       | Jean-Baptiste Basile Billaudel                 | auteur du pont de pierre de Bordeaux, maire de Bordeaux, député de la Gironde de 1837 à 1849                                                                                         |
| 1819                       | Louis-Gustave Guérineau de Boisvillette        | archéologue |
| 1819                       | Charles-Joseph Colomès de Juillan              | ingénieur civil, spécialiste des chemins de fer, député des Hautes-Pyrénées |
| 1821                       | Charles-Félix Morice de la Rue                 | architecte des phares de Gatteville et de la Hague |
| 1821                       | Paulin Talabot                                 | député et président du Conseil général du Gard, directeur de la Compagnie des chemins de fer de Paris à Lyon et à la Méditerranée                                                    |
| 1821                       | Zoroastre Alexis Michal                        | ingénieur civil, auteur de travaux majeurs à Paris |
| 1822                       | Pierre-Olivier Lebasteur                       | ingénieur civil, auteur du canal de la Haute-Seine |
| 1822                       | Jean Gratien de Job                            | ingénieur civil, auteur du pont-canal sur la Baïse |
| 1822                       | Charles Didion                                 | directeur du chemin de fer de Bordeaux à Cette puis du chemin de fer d'Orléans |
| 1822                       | Édouard Mery                                   | ingénieur civil |
| 1823                       | Adolphe Jullien                                | directeur de la Compagnie des chemins de fer de l'Ouest |
| 1823                       | Alphonse Baude                                 | ingénieur civil, spécialiste des chemins de fer |
| 1823                       | Henry Darcy                                    | hydraulicien, auteur de la loi de Darcy |
| 1823,                      | Adhémar Barré de Saint-Venant                  | physicien et mathématicien |
| 1823                       | Émile Fulrand Belin                            | ingénieur civil, spécialiste des canaux et chemins de fer |
| 1824                       | Charles-Étienne Collignon                      | députe de la Meurthe de 1846 à 1848, président du Conseil général des ponts et chaussées de 1872 à 1873                                                                              |
| 1825                       | Auguste Napoléon Parandier                     | député du Doubs de 1845 à 1846 |
| 1825                       | Jacques Henri Chanoine                         | ingénieur civil, inventeur du barrage à hausse mobile |
| 1826                       | Camille de Montalivet                          | homme d'État, pair de France, ministre |
| 1826                       | Charles Auguste Jégou d'Herbeline              | ingénieur civil, auteur de plusieurs grands ponts, directeur de l'école de 1873 à 1877                                                                                               |
| 1826                       | Charles Lejoindre                              | député de la Moselle de 1868 à 1870 |
| 1827                       | Amédée Bommart                                 | député du Nord de 1846 à 1848, professeur à l'école |
| 1827                       | Ernest-Henri de Grouchy                        | député du Loiret de 1857 à 1869 |
| 1828                       | Franz Mayor de Montricher                      | ingénieur civil, auteur du canal de Marseille et de l'aqueduc de Roquefavour |
| 1828,                      | Jules Dupuit                                   | économiste |
| 1829                       | Benjamin Nadault de Buffon                     | ingénieur civil, spécialiste de l'hydraulique |
| 1829                       | Alfred Charles Ernest Franquet de Franqueville | vice-président du Conseil général des ponts et chaussées de 1870 à 1871 |
| 1829                       | Paul-Romain Chaperon                           | ingénieur civil, spécialiste des chemins de fer |
| 1830                       | Émile Julien Delerue                           | ingénieur civil, spécialiste des chemins de fer |
| 1830                       | Jules Dufresne                                 | sénateur de la Manche de 1879 à 1885 |
| 1831                       | Romain Morandière                              | ingénieur civil, spécialiste des chemins de fer |
| 1831,                      | Léon Lalanne                                   | constructeur de chemins de fer, sénateur, directeur de l'école en 1876 |
| 1832                       | Auguste Bonamy                                 | ingénieur civil |
| 1832                       | Auguste Forestier                              | ingénieur spécialiste des ports |
| 1833                       | Paul de Gasparin                               | député des Bouches-du-Rhône de 1846 à 1848 |
| 1833,                      | Léonce Reynaud                                 | architecte |
| 1833                       | Pierre-Dominique Bazaine                       | ingénieur civil, spécialiste des chemins de fer |
| 1833                       | Alexandre Surell                               | hydrologue, directeur de la Compagnie des Chemins de fer du Midi |
| 1834                       | Pierre-Laurent Wantzel                         | mathématicien |
| 1834                       | Adolphe Auguste Mille                          | ingénieur civil |
| 1834                       | Michel Graeff                                  | ministre des Travaux publics en 1877 |
| 1834,                      | Eugène Belgrand                                | ingénieur civil |
| 1834,                      | Adolphe Alphand                                | auteur de nombreux aménagements de Paris |
| 1834                       | Charles Antoine Poirée                         | ingénieur civil |
| 1835                       | Anatole Richard                                | auteur de la reconstruction du port militaire de Cherbourg |
| 1835                       | Adrien Ruelle                                  | ingénieur civil, spécialiste des chemins de fer |
| 1835                       | Jules de La Gournerie                          | mathématicien |
| 1836                       | Henri Emmery                                   | député du Pas-de-Calais |
| 1836                       | Charles Dombre                                 | ingénieur civil, spécialiste des chemins de fer |
| 1836                       | François Jules Hilaire Chambrelent             | agronome, "père" de la forêt landaise |
| 1836                       | Hippolyte Delaperche                           | ingénieur civil, philosophe |
| 1836                       | Louis Léger Vauthier                           | député du Cher de 1849 à 1850 |
| 1837                       | Jules Poirée                                   | ingénieur spécialiste des chemins de fer |
| 1837                       | Joseph-Hippolyte Join-Lambert                  | prêtre |
| 1837                       | Louis Marchal                                  | ingénieur civil |
| 1837                       | Pierre Conte-Grandchamp                        | ingénieur civil, auteur du barrage du Gouffre d'Enfer |
| 1837                       | Louis Pigault de Beaupré                       | ingénieur civil et archéologue |
| 1838                       | Stanislas de Laroche-Tolay                     | ingénieur civil, auteur de la passerelle Eiffel |
| 1838                       | Charles Henry de La Barre-Duparcq              | ingénieur civil |
| 1838                       | Jean-Baptiste Sébastien Krantz                 | député de la Seine de 1871 à 1876, sénateur inamovible de 1875 à 1899 |
| 1838                       | Eugène Decomble                                | architecte, auteur du viaduc de Chaumont |
| 1838                       | Aristide Dumont                                | ingénieur civil |
| 1839                       | Édouard Harlé                                  | paléontologue, directeur de la Compagnie des chemins de fer du Midi |
| 1840                       | Alphonse Oudry                                 | ingénieur civil |
| 1840                       | Médéric-Clément Lechalas                       | auteur de la transformation de l'estuaire de la Loire |
| 1840                       | Charles Combier                                | député de l'Ardèche |
| 1840                       | Pierre-Eugène Lamairesse                       | ingénieur civil, spécialiste des barrages en Inde |
| 1840                       | Ernest Goüin                                   | constructeur de matériel ferroviaire, fondateur de Spie Batignolles |
| 1840                       | Gustave Desplaces                              | ingénieur civil, spécialiste des chemins de fer |
| 1840                       | Félix Lambrecht                                | député du Nord, ministre de l'Intérieur et de l'Agriculture et du Commerce |
| 1840                       | Auguste Henri Masquelez                        | ingénieur civil |
| 1840                       | Frédéric Ritter                                | historien des mathématiques |
| 1841                       | François Prosper Jacqmin                       | directeur de la Compagnie des chemins de fer de l'Est |
| 1841                       | Gustave de Lapeyrière                          | dirigeant de compagnies de chemin de fer |
| 1842                       | Adolphe Godin de Lépinay                       | auteur du tracé de plusieurs lignes de chemin de fer |
| 1843                       | Antoine Tastu                                  | ingénieur et hydrologue |
| 1845                       | Jules Carvallo                                 | ingénieur civil |
| 1845                       | François Philippe Voisin                       | directeur général des travaux du canal de Suez |
| 1845                       | François Hippolyte Désiré Mantion              | directeur de compagnies de chemin de fer |
| 1846                       | Claude-Raphaël Duvivier                        | ingénieur civil |
| 1847                       | Désiré-Jules Lesguillier                       | député, sous-secrétaire d'État aux Travaux publics |
| 1848                       | Elphège Baude                                  | ingénieur civil |
| 1848                       | Jacques Antoine Charles Bresse                 | ingénieur civil, spécialiste des ponts métalliques du chemin de fer |
| 1848                       | Édouard de Villiers du Terrage                 | égyptologue |
| 1849                       | Paul Régnauld                                  | ingénieur civil et urbaniste |
| 1851                       | Henry Bazin                                    | ingénieur civil, hydraulicien |
| 1851                       | Édouard Collignon                              | ingénieur fluvial, auteur de la projection de Collignon |
| 1853                       | Victor Fénoux                                  | concepteur du viaduc de Morlaix et du phare de la Vieille |
| 1853                       | Adrien de Montgolfier-Verpilleux               | directeur de la Compagnie des forges et aciéries de la marine, député, préfet et sénateur de la Loire                                                                                |
| 1855                       | Ernest Cézanne                                 | homme politique |
| 1855                       | Claude-Yves-Joseph La Ramée Pertinchampt       | chef du corps impérial des Ponts et Chaussées pour le département du Pô |
| 1856                       | Théodore-Marie Lorieux                         | président de la Commission du ciment armé |
| 1857                       | Jules Dingler                                  | ingénieur civil |
| 1857                       | Ferdinand de Dartein                           | architecte |
| 1858                       | Maurice Lévy                                   | mathématicien |
| 1858                       | Charles Lenthéric                              | géographe |
| 1859                       | Alfred-Aimé Flamant                            | ingénieur civil |
| 1859                       | Léon Bourdelles                                | directeur du Service des phares et balises |
| 1859                       | Georges Forestier                              | ingénieur, spécialiste de l'automobile |
| 1861                       | Paul Decœur                                    | ingénieur civil |
| 1861                       | Henri Gruson                                   | directeur de l'Institut industriel du Nord |
| 1861                       | Hilaire de Chardonnet                          | inventeur de la soie artificielle |
| 1862                       | Armand Considère                               | inventeur du béton fretté |
| 1863,                      | Sadi Carnot                                    | président de la République française de 1887 à 1894 |
| 1863                       | Auguste Choisy                                 | historien de l'architecture |
| 1864                       | Alfred Picard                                  | vice-président du Conseil d’État de 1912 à 1913 |
| 1864                       | Florent Guillain                               | ministre des Colonies de 1898 à 1899, député du Nord de 1896 à 1910, président du Comité des forges et de l'UIMM                                                                     |
| 1865                       | Albert de Préaudeau                            | ingénieur civil, spécialiste des routes et chemins de fer |
| 1865                       | Marcel Dieulafoy                               | archéologue |
| 1866                       | Alfred Durand-Claye                            | ingénieur civil, spécialiste de l'assainissement |
| 1866                       | Charles-Marie Gariel                           | médecin |
| 1867                       | Georges Sorel                                  | philosophe et sociologue |
| 1868                       | Albert Pesson                                  | député d'Indre-et-Loire de 1885 à 1891 |
| 1869                       | Léonce-Abel Mazoyer                            | ingénieur civil, auteur du pont-canal de Briare |
| 1869                       | Paul Alexandre                                 | ingénieur civil |
| 1870                       | Paul Rabel                                     | inspecteur général des ponts et chaussées, responsable des ponts de Paris |
| 1871                       | Léon Boyer                                     | directeur général du canal de Panama de 1885 à 1886 |
| 1872                       | Louis Harel de la Noë                          | ingénieur civil, spécialiste des chemins de fer |
| 1873                       | Charles Rabut                                  | ingénieur civil |
| 1873,                      | Georges Bechmann                               | ingénieur civil, spécialiste des eaux usées |
| 1873                       | Louis Le Chatelier                             | directeur des Établissements Cail, président de la Société française de constructions mécaniques                                                                                     |
| 1874                       | Godefroy Cavaignac                             | député de la Sarthe, plusieurs fois ministre sous la IIIe République |
| 1875,                      | Fulgence Bienvenüe                             | ingénieur en chef du métro de Paris |
| 1876,                      | Paul Séjourné                                  | spécialiste dans la construction de grands ponts en maçonnerie |
| 1877                       | Arthur Stoclet                                 | ingénieur civil |
| 1877,                      | Jean Résal                                     | ingénieur civil, auteur notamment du Pont Mirabeau, du Pont Alexandre III, et du Pont de Bercy                                                                                       |
| 1877                       | Henri Becquerel                                | physicien, Prix Nobel de physique 1903 |
| 1878,                      | Clément Colson                                 | économiste |
| 1880                       | Jean Leclerc de Pulligny                       | ingénieur, inventeur en photographie |
| 1883                       | Philippe Bunau-Varilla                         | participant à l'histoire du canal de Panama |
| 1882                       | Amédée Alby                                    | président de la Société générale d'entreprises (Vinci) de 1908 à 1932 |
| 1882                       | Paul Baratte                                   | directeur du service des eaux et de l'assainissement de Paris de 1924 à 1926 |
| 1883                       | Léon Autonne                                   | mathématicien |
| 1884                       | Charles Babin                                  | explorateur et archéologue |
| 1885,                      | Maurice d'Ocagne                               | mathématicien |
| 1885                       | Gabriel Canat de Chizy                         | ingénieur civil |
| 1886                       | Edmond-Théodore Lorieux                        | officier et ingénieur spécialiste des questions routières |
| 1886,                      | Édouard Imbeaux                                | hydrogéologue et médecin |
| 1886                       | Charles Rebuffel                               | directeur de la société des Grands travaux de Marseille entre 1917 et 1939 |
| 1887                       | Gabriel Cordier                                | directeur de l'Énergie électrique du littoral méditerranéen, régent de la Banque de France de 1921 à 1934                                                                            |
| 1887,                      | Augustin Mesnager                              | ingénieur civil, pionnier du béton armé |
| 1888,                      | André Blondel                                  | ingénieur et physicien |
| 1889                       | Jean-Raoul Paul                                | directeur de la Compagnie des chemins de fer du Midi de 1913 à 1932 |
| 1889                       | Edmond-Théodore Lorieux                        | ingénieur civil, spécialiste des routes |
| 1892                       | René Kerviler                                  | archéologue |
| 1893                       | Louis Suquet                                   | président de la Commission des titres d'ingénieur, directeur de l'école |
| 1895                       | Louis Vincent                                  | ingénieur civil, membre de l'expédition d'Égypte |
| 1895                       | Pierre Labordère                               | ingénieur civil |
| 1896                       | Albert-André Claveille                         | ministre des Travaux publics et des Transports de 1917 à 20 janvier 1920, sénateur de la Dordogne de 1920 à 1921                                                                     |
| 1898                       | Cyrille Grimpret                               | président de la SNCF |
| 1898 (cours préparatoire)  | George Constantinescu                          | physicien roumain |
| 1899                       | Charles Regnauld                               | ingénieur civil, auteur du tunnel Maurice-Lemaire |
| 1899                       | Louis Wibratte                                 | directeur et président de la Banque de Paris et des Pays-Bas (Paribas) |
| 1902                       | Jean Becquerel                                 | physicien |
| 1905,                      | Eugène Freyssinet                              | ingénieur civil, pionnier du béton précontraint |
| 1905,                      | Albert Caquot                                  | ingénieur civil, considéré comme le "meilleur ingénieur français vivant" pendant un demi-siècle                                                                                      |
| 1908                       | Henri Malet                                    | député de 1932 à 1936 |
| 1910                       | Gaston Haelling                                | directeur de plusieurs ports, préfet du Bas-Rhin de 1944 à 1945 |
| 1912                       | Paul Galabru                                   | directeur de grands travaux, professeur à l'école |
| 1913                       | Karl Reille                                    | peintre |
| 1914                       | André Coyne                                    | concepteur de barrages |
| 1916                       | Pierre Massé                                   | économiste, président d'EDF de 1965 à 1969 |
| 1919                       | Henri Lang                                     | concepteur d'ouvrages d'art, enseignant à l'école |
| 1919                       | François Divisia                               | économiste |
| 1919                       | André Muffang                                  | joueur d'échecs, directeur général de la Société de construction des Batignolles |
| 1919                       | Philippe Barbier-Saint-Hilaire                 | ingénieur |
| 1921                       | Pierre Ailleret                                | ingénieur, père du nucléaire civil |
| 1921                       | Jean Bertin                                    | résistant français |
| 1922                       | Pierre Pène                                    | résistant français |
| 1922                       | René Roy                                       | économiste |
| 1923                       | Jean Aubert                                    | ingénieur civil |
| 1925                       | Roger Gaspard                                  | résistant français, directeur général puis président d'EDF de 1947 à 1964, président de Schneider SA de 1966 à 1969, président de la Ligue nationale contre le cancer de 1971 à 1981 |
| 1926                       | Henri Maux                                     | ingénieur spécialiste de l'hydraulique agricole |
| 1928                       | Maurice Michaud                                | ingénieur civil |
| 1929                       | Joseph Naggear                                 | homme politique libanais |
| 1930                       | Pierre Ruais                                   | résistant français, député de Paris de 1958 à 1973 |
| 1930                       | Raymond Abellio                                | écrivain et philosophe |
| 1931                       | Raymond Decugis                                | résistant français |
| 1931                       | Adrien Spinetta                                | rédacteur de la loi Spinetta |
| 1932                       | Hoàng Xuân Hãn                                 | mathématicien et historien |
| 1933                       | Jean Kerisel                                   | expert en mécanique des sols |
| 1934                       | André Decelle                                  | résistant français, directeur général d’EDF de 1962 à 1967, président d'Aéroports de Paris de 1971 à 1975                                                                            |
| 1934                       | Roger Lantenois                                | compagnon de la Libération, directeur de Péchiney de 1966 à 1971 |
| 1937                       | Prince Souphanouvong                           | président du Laos de 1975 à 1991 |
| 1937                       | Raymond Aubrac                                 | résistant français |
| 1937,                      | Jacques Florentin                              | fondateur du Comité Français de Mécanique des Sols et des fondations |
| 1938                       | Jean Courbon                                   | ingénieur civil, auteur de plusieurs ouvrages d'art |
| 1939                       | André Boulloche                                | résistant français, député du Doubs de 1967 à 1978 |
| 1940[réf. nécessaire]      | André Courrèges                                | couturier |
| 1941                       | Jean Rouch                                     | cinéaste |
| 1944                       | Georges Vendryes                               | physicien, spécialiste des réacteurs nucléaires à neutrons rapides |
| 1947                       | Pierre Londe                                   | président de la Commission internationale des grands barrages |
| 1947                       | Henri Vicariot                                 | architecte de l’aéroport d’Orly, du four solaire d’Odeillo et de la gare de la Défense - Grande Arche                                                                                |
| 1950                       | Jacques Villiers                               | fondateur du Centre d'études de la navigation aérienne |
| 1950                       | Bernard Hirsch                                 | résistant français, directeur de l'école de 1983 à 1988 |
| 1950                       | François Lempérière                            | ingénieur civil, auteur de barrages |
| 1952                       | Christian Beullac                              | ministre du Travail de 1976 à 1978 et de l’Éducation nationale de 1978 à 1981 |
| 1952                       | Guy Béart                                      | auteur-compositeur-interprète |
| 1952                       | Didier Costes                                  | concepteur de voiliers |
| 1952                       | Bernard Pilon                                  | architecte et urbaniste |
| 1954                       | Pierre Delaporte                               | directeur général de Gaz de France de 1979 à 1987, président d'Électricité de France de 1987 à 1992                                                                                  |
| 1955                       | René Waldmann                                  | concepteur du métro de Lyon, directeur de la Société d'Études du Métro de l'Agglomération Lyonnaise                                                                                  |
| 1955                       | Michel Rousselot                               | président de la Société des Autoroutes Rhône-Alpes |
| 1956                       | Philippe Essig                                 | secrétaire d'État au logement en 1988, président de TransManche Link |
| 1956                       | Philippe Essig                                 | président-directeur général de la SNCF |
| 1958                       | Quasar Khanh                                   | concepteur et ingénieur vietnamien |
| 1959                       | Pierre Suard                                   | président-directeur général d'Alcatel Lucent |
| 1959                       | Mustapha Faris                                 | ministre marocain des Finances, président de la BMCI |
| 1961                       | René Pellat                                    | astrophysicien, président du CNRS et du CNES |
| 1961                       | François Ailleret                              | directeur général d'EDF |
| 1961                       | Sid Ahmed Ghozali                              | chef du gouvernement algérien de 1991 à 1992 |
| 1961                       | Guy Laval                                      | physicien |
| 1962                       | Christian Gerondeau                            | haut fonctionnaire, essayiste |
| 1962                       | Jean-Paul Parayre                              | président de PSA Peugeot Citroën de 1977 à 1984 |
| 1962                       | Jean-François Coste                            | haut fonctionnaire, directeur du Laboratoire central des ponts et chaussées de 1987 à 1997                                                                                           |
| 1963                       | Paul Andreu                                    | architecte, à l'origine de l'aéroport de Paris-Charles-de-Gaulle |
| 1964                       | Jean Salençon                                  | physicien, professeur à l'école, membre de l'Académie des sciences |
| 1964                       | Pierre Audibert                                | mathématicien et journaliste |
| 1965                       | Georges de Buffévent                           | président-directeur général de Spie Batignolles de 1982 à 1992 |
| 1965                       | Jean-Michel Grandmont                          | économiste |
| 1965                       | François Kosciusko-Morizet                     | homme politique |
| 1966                       | Édouard Brézin                                 | physicien |
| 1966                       | Yves Cousquer                                  | président-directeur général de La Poste de 1989 à 1993, président d'Aéroports de Paris de 1999 à 2001                                                                                |
| 1966                       | Pierre Richard                                 | fondateur et président de Dexia de 1987 à 2008 |
| 1967                       | Roger Guesnerie                                | économiste |
| 1967                       | Alain Maugard                                  | président de Qualibat |
| 1968                       | Christian Quesnot                              | général d'armée, chef de l'Etat-major particulier du président de la République |
| 1968                       | Jean-Paul Teyssandier                          | ingénieur, auteur du pont Rion-Antirion |
| 1969                       | Jean-François Roverato                         | président-directeur général d'Eiffage |
| 1969                       | Claude Martinand                               | directeur de Réseau ferré de France, fondateur de l'IGN |
| 1969                       | Pierre Veltz                                   | professeur et ancien directeur de l'École, directeur général de l’établissement public Paris-Saclay                                                                                  |
| 1969                       | Mohamed Kabbaj                                 | ministre marocain des Finances |
| 1970                       | Michel Virlogeux                               | concepteur du viaduc de Millau |
| 1970                       | Hubert Peigné                                  | Monsieur Vélo de 2006 à 2011 |
| 1971                       | Dominique Vignon                               | président-directeur général de Framatome, président de Gemplus |
| 1971                       | Alain Lipietz                                  | économiste et homme politique |
| 1971                       | Xavier Fontanet                                | président-directeur général d'Essilor de 1991 à 2010 |
| 1972                       | Paul-Louis Arslanian                           | directeur du BEA de 1990 à 2009 |
| 1973                       | Pierre Graff                                   | président-directeur général de Aéroports de Paris |
| 1973                       | Nicolas Bouleau                                | mathématicien |
| 1974                       | Hubert du Mesnil                               | président de Réseau Ferré de France de 2007 à 2012 |
| 1974                       | François Bertière                              | président-directeur général de Bouygues Immobilier depuis 2001 |
| 1974                       | Bruno Mégret                                   | homme politique, député |
| 1975                       | Antoine Compagnon                              | écrivain et critique littéraire, spécialiste de Proust |
| 1975                       | Ahmed Friaâ                                    | universitaire et homme politique tunisien |
| 1975 (Atelier d'urbanisme) | Rémy Butler                                    | architecte et urbaniste |
| 1976                       | François Drouin                                | président d'Autoroutes et tunnel du Mont-Blanc et de la Société française du tunnel routier du Fréjus                                                                                |
| 1976                       | Mohamed Hassad                                 | ministre marocain de l’Éducation nationale |
| 1976                       | Bertrand Lemoine                               | architecte, ingénieur et historien |
| 1977                       | Jean-Marie Duthilleul                          | architecte |
| 1977                       | Jacques Gounon                                 | président-directeur général d'Eurotunnel |
| 1977                       | Jean Mesqui                                    | castellologue, président de sociétés d'autoroutes |
| 1977                       | Michel Wachenheim                              | ambassadeur, représentant permanent de la France auprès de l’Organisation de l'aviation civile internationale                                                                        |
| 1978                       | Patrick Le Tallec                              | mathématicien |
| 1978                       | Luc Vigneron                                   | président-directeur général de Nexter de 2001 à 2009 et de Thales de 2009 à 2012 |
| 1978                       | Jean Tirole                                    | économiste, Prix Nobel d'économie 2014 |
| 1978                       | Marc Mimram                                    | ingénieur civil et architecte |
| 1978                       | Xavier Huillard                                | président-directeur général de Vinci depuis 2010 |
| 1978                       | Pierre Danon                                   | homme d'affaires, président de Numericable de 2008 à 2012 |
| 1978                       | Charbel Nahas                                  | ministre libanais |
| 1978                       | Reynald Seznec                                 | directeur général adjoint de Thales Alenia Space |
| 1979                       | Patrick Pélata                                 | directeur général de Renault de 2008 à 2011 |
| 1979                       | Mostafa Terrab                                 | président-directeur général de l'office chérifien des phosphates |
| 1979                       | Cyrille du Peloux                              | directeur général de TPS de 1996 à 1999 et président-directeur général de Paris Première de 1992 à 1999                                                                              |
| 1980 (Atelier d'urbanisme) | Marc Rolinet                                   | architecte |
| 1980                       | Thomas Richez                                  | architecte et urbaniste |
| 1980                       | Jean-Marc Lacave                               | président-directeur général de Météo-France de 2014 à 2019 |
| 1981                       | Pascal Lelarge                                 | haut fonctionnaire, préfet |
| 1981                       | Antoine Picon                                  | professeur d'histoire de l'architecture et des technologies |
| 1981                       | Chakib Benmoussa                               | ambassadeur du Maroc en France |
| 1982                       | Bernard Larrouturou                            | mathématicien, directeur général de l'INRIA et du CNRS |
| 1982                       | Édouard François                               | architecte |
| 1982                       | Antoine Frérot                                 | président-directeur général de Veolia depuis 2009 |
| 1982                       | Fouad Laroui                                   | économiste et écrivain marocain |
| 1982                       | Lamine Benomar                                 | homme politique marocain |
| 1982                       | Youssef Tazi                                   | homme d'affaires et homme politique marocain |
| 1984                       | Luc Dormieux                                   | physicien, haut fonctionnaire |
| 1984                       | Sarra Rejeb                                    | femme politique tunisienne |
| 1985                       | Jean-Christophe Niel                           | directeur général de l'Institut de radioprotection et de sûreté nucléaire |
| 1985                       | Stéphane Roux                                  | physicien |
| 1985                       | Pascal Remy                                    | président-directeur général du groupe SNF |
| 1985                       | Thierry Mallet                                 | président-directeur général de Transdev |
| 1985                       | Frédéric Lordon                                | économiste et philosophe |
| 1985                       | Christian Leyrit                               | haut fonctionnaire, préfet, Président de la Commission nationale du débat public |
| 1986                       | Patrick Jeantet                                | président-directeur général de SNCF Réseau |
| 1986                       | Élisabeth Borne                                | présidente de la RATP de 2015 à 2017, ministre des Transports puis du Travail, puis Première ministre à partir de mai 2022                                                           |
| 1986                       | Valérie Rabault                                | députée du Tarn-et-Garonne |
| 1986                       | Mohamed Boussaïd                               | ministre marocain des Finances de 2013 à 2018 |
| 1987                       | Anouar Kbibech                                 | président du CFCM de 2015 à 2017 |
| 1987                       | Aziz Mebarek                                   | homme d'affaires tunisien |
| 1987                       | Gilles Saint-Paul                              | économiste |
| 1988                       | Mounir Beltaifa                                | homme d'affaires tunisien |
| 1988                       | Philippe Chiambaretta                          | architecte |
| 1988                       | Jacques Veyrat                                 | président du groupe Louis Dreyfus et de Fnac-Darty |
| 1988                       | Sophie Mougard                                 | directrice générale du Syndicat des transports d'Île-de-France de 2006 à 2016, directrice de l'école en 2017                                                                         |
| 1990                       | Arnaud Poupart-Lafarge                         | président-directeur général de Nexans de 2014 à 2018 |
| 1990                       | Mustapha Bakkoury                              | homme politique marocain |
| 1990                       | Karim Ghellab                                  | ministre des Transports du Maroc de 2002 à 2011 |
| 1991                       | Bertrand Camus                                 | directeur général de Suez depuis 2019 |
| 1991                       | Pierre Berger                                  | président-directeur général d'Eiffage de 2012 à 2015 |
| 1991                       | Jérôme Pécresse                                | président-directeur général de GE Renewable Energy |
| 1991                       | Abdelouafi Laftit                              | ministre marocain de l'Intérieur |
| 1991                       | Philippe Léglise-Costa                         | haut fonctionnaire, représentant permanent de la France auprès de l'Union européenne                                                                                                 |
| 1992                       | Pierre-Olivier Gourinchas                      | économiste |
| 1992                       | Didier Bouillard                               | skipper |
| 1992                       | Étienne Crépon                                 | président du Centre scientifique et technique du bâtiment |
| 1992                       | Pierre Anjolras                                | président-directeur général d'Eurovia |
| 1993                       | Benoît de Ruffray                              | président-directeur général d'Eiffage depuis 2015 |
| 1993                       | Thierry Dallard                                | président de la Société du Grand Paris de 2018 à 2020 |
| 1993                       | Henri Poupart-Lafarge                          | président-directeur général d'Alstom depuis 2016 |
| 1993                       | Laurent-Emmanuel Calvet                        | économiste |
| 1993                       | Delphine Gény-Stephann                         | haute fonctionnaire et femme politique |
| 1994                       | Antoni Calvo-Armengol                          | économiste |
| 1994                       | Benoit Bazin                                   | directeur général de Saint-Gobain |
| 1994 (docteur)             | Franz-Josef Ulm (de)                           | directeur du département Concrete Sustainability Hub au Massachusetts Institute of Technology                                                                                        |
| 1994                       | Patrice Vergriete                              | ministre délégué chargé du logement en 2023 |
| 1996                       | Xavier Caïtucoli                               | fondateur de Direct Énergie |
| 1996                       | Jérôme Nouzarède                               | fondateur d'Elsan |
| 1997                       | Stéphane Maquaire                              | président-directeur général de Vivarte, directeur général de Manor |
| 2001                       | Doudou Ka                                      | banquier d'affaires et homme politique sénégalais |
| 2002                       | Frédéric Boulière                              | escrimeur |
| 2003                       | Célia de Lavergne                              | députée de la Drôme |
| 2005                       | Céline Guivarch                                | climatologue |
| 2006                       | Jonathan Gilad                                 | pianiste |
| 2010                       | Nicole Spillane                                | mathématicienne |
| 2013 (MBA)                 | Imane Benrabia                                 | députée marocaine |
| 2018 (MBA)                 | Côme Girschig                                  | activiste |

Ont également été élèves de l'école, sans en recevoir le diplôme, les personnalités suivantes :
- Joseph Liouville, mathématicien
- Alain Gerbault, navigateur, pilote et joueur de tennis
- Carlos Moedas, homme politique portugais
- Antoine Bukaty, historien et mathématicien polonais[5]